# مقتدى الصدر
السيد مقتدى الصدر من مواليد (4 أغسطس 1974)، هو رجل دين شيعي وزعيم التيار الوطني الشيعي (التيار الصدري سابقًا) الذي يعتبر أكبر تيار شعبي شيعي في العراق، وقائد لأجنحة عسكرية تابعة لتياره متمثلة بكل من جيش المهدي ولواء اليوم الموعود وسرايا السلام. ومع أنّه قائد وزعيم لشريحة كبيرة من المجتمع الشيعي في وسط وجنوب العراق، إلا أنه لم يصل إلى مرحلة الاجتهاد التي تخوِّله للتصدي للمرجعية.

## نسبه
مقتدى بن محمد بن محمد صادق بن محمد مهدي بن إسماعيل بن صدرالدين محمد بن صالح شرف الدين بن محمد بن إبراهيم شرف الدين بن زين العابدين إبراهيم بن نور الدين علي بن علي نور الدين بن الحسين عز الدين بن محمد بن الحسين بن علي بن محمد بن عباس تاج الدين أبي الحسن بن محمد شمس الدين بن عبد الله جلال الدين بن أحمد بن حمزة أبي الفوارس بن سعد الله أبي محمّد بن حمزة «القصير» أبي أحمد بن محمد أبي السعادات بن عبد الله أبي محمّد بن محمد الحارث أبي الحرث بن علي «ابن الديلميّة» أبي الحسن بن عبد الله أبي طاهر بن محمد «المحدّث» أبي الحسن بن طاهر أبي الطيّب بن الحسين «القطعي» بن موسى بن إبراهيم المرتضى الأصغر بن موسى الكاظم بن جعفر الصادق بن محمد الباقر بن علي زين العابدين بن السبط ابي عبد الله الحسين بن أمير المؤمنين علي بن أبي طالب بن عبدالمطلب بن هاشم.

## حياته
هو الابن الرابع للزعيم الشيعي محمد محمد صادق الصدر الذي هاجم علنا الرئيس العراقي صدام حسين وحزب البعث الحاكم آنذاك، ينحدر من إحدى أبرز العوائل الدينية الشيعية في العراق وكان جده محمد حسن الصدر رئيساً لوزراء العراق في 1948 وعضواً ورئيساً لمجلس الاعيان في البلاد، وأشقاؤه هم (مصطفى ومؤمل ومرتضى)، ومتزوج من ابنة عمه محمد باقر الصدر. التحق بالحوزة العلمية في النجف عام 1988، وتدرج في الدراسة في جامعة النجف الدينية، كما درس على يد والده، ومحمد كلانتر، ومحمد الجواهري، وكان يعطي بعض الدروس إبان حياة والده، وتولى الاشراف على جامعة الصدر الدينية، ومدرسة الامام المهدي في حينها، بالإضافة إلى توليه مسؤوليات لجنة الحقوق الشرعية التابعة لمكتب والده، وطباعة مؤلفاته، ورئاسة تحرير مجلة الهدى وقد تم اعتقاله من قبل السلطات الحاكمة مع والده واشقائه في معتقل الرضوانية بعد الانتفاضة الشعبانية في عام 1991 وقاد حركات التمرد التي استهدفت السلطات وقواتها ومقرات قيادة حزب البعث اعقاب اغتيال والده محمد الصدر والتي عرفت بانتفاضة 1999 انتقل إلى حوزة قم في إيران بعد الاحتلال الأمريكي للعراق عام 2003 م وما رافقه من تصاعد أعمال المقاومة العراقية ضد الجيش الأمريكي، ووضع اسمه على رأس المطلوبين للاحتلال الأمريكي والحكومة العراقية.
وفي الأول من أكتوبر 2012 نال شهادة التقدير والاستحقاق العالي في تخصص الفقه الجعفري وأصوله برتبة علامة مجتهد والمساوية لدرجة العالمية العالية دكتوراه شرف اولى صادرةً من كلية الفقه والمذاهب جامعة الحضارة الاسلامية المفتوحة،  وقد حصل على درجة حجة الإسلام من حوزة قم، ويدرس حالياً ليحصل على درجة المجتهد.

## مؤلفاته
له العديد من المؤلفات، ومنها:
- منهج العقيدة
- نصائح عامة إلى خطباء المنبر الحسيني
- محاضرات قرآنية
- مشروع الإصلاح
- كلمة حول المرأة
- كلمات القائد حول التطبير
- محاضرات عقائدية
- في ضيافة الله
- طريق الإصلاح
- زاد التقوى
- زيارة أمير المؤمنين في مولد النبي
- رسائل توعوية
- حوار قائد السلام مع جند السلام
- حدثني الولي
- حديث في فضل العلم
- توصيات في شهر رمضان
- حج الفقراء
- بحث حول التقليد
- بحث عن الهجرة
- الوصايا العشر
- الجهاد في كلمات
- اسأل و الصدر يجيب
- اضواء على اصول الدين و فروعه
- البكاء على الامام الحسين
- البكاء في الشريعة
- حوار التيار الديني مع التيار المدني
- رفع الشبهات
- الصوم - زكاة الفطر - الاعتكاف
- الهدف النبيل
- يوم العمال في نظر الإسلام
- الولاية حقيقتها و مصداقها
- نظرة قرآنية على مفهوم الصحابة
- آيات العطاء في التعامل مع النساء
- المنهج القويم في فهم كتاب الله العظيم (3 اجزاء)
- نظرة في ألإجتهاد والتقليد
- نظرة حداثوية في الأحكام الشرعية وتكاملها
- دعوة الحق في شهري محرم الحرام وصفر الخير
- بحوث إسلامية في الدفاع عن الشيعة الإمامية
- المختصر المفيد (في معاني سور والفاظ القرآن المجيد)
- لمحات من تفسير سورة المرسلات - الحلقة الاولى من سلسلة (منة المقتدر وفيوضات المتصدر)
- نور الإيمان في تفسير سورة الإنسان - الحلقة الثانية من سلسلة (منة المقتدر وفيوضات المتصدر)
- فيض الإلهام في توضيح احكام الصيام
- حياةُ السيد الوالد المرجع الأعلى والوليّ العارف الشهيد السعيد السيد محمد الصدر
- القول الخالد في ذكر السيد الوالد

## حياته السياسية
- بعد اغتيال والده واشقائه تولى مقتدى الصدر المسؤوليات التي كانت على عاتق والده، حيث اشرف على مدارس الحوزة العلمية، وفتح مكتب والده، كما اسس مجاميع سرية تولت استهداف قيادات واعضاء حزب البعث واجهزة الأمن والاستخبارات، وقد برز نشاطها بهجوم منظم استهدف مباني لجهات امنية وحكومية، ومقرات الأجهزة الاستخباراتية، ومكاتب لحزب البعث في محافظة البصرة ضمن ماعرف باسم انتفاضة الصدر[16]، حيث سيطر المسلحون على المدينة، وقتلوا محافظ البصرة، وعشرات من أعضاء وقادة حزب البعث في المدينة قبل ان يتدخل الفيلق الثالث في الجيش لاخماد التمرد[17]، وكان للتضييق الأمني الشديد، والمراقبة المستمرة، التي وضعت على شخص مقتدى الصدر الدور الكبير في عرقلة حركته وعدم صعوده اعلامياً خشية التعرض لمصير مماثل لوالده واخوته، وعلى هذا الاساس استمر بالدراسة في الحوزة العلمية تحت اشراف المرجع محمد اسحاق الفياض، كما كان الظهور الاعلامي الأبرز لاتباعه خلال تلك الحقبة في عام 2002 حينما تظاهروا امام وزارة الاعلام العراقية مطالبين باطلاق سراح المعتقلين من انصار الصدر.[17]
- مع سقوط نظام صدام حسين، برز الصدر كقائد لقوة شعبية كبيرة في العراق، وانتشر انصاره في عدة مدن شيعية، وتولى عدد منهم حماية محطات الطاقة، وبعض الدوائر الحكومية وحراسة الاحياء السكنية، وتنظيف الشوارع، ورفع النفايات، وتوجيه المرور، وتوزيع الرواتب لكوادر المستشفيات والدوائر الصحية، وحمايتهم في بعض المدن.
- استطاع مقتدى الصدر أن يعيد بناء القوى الاجتماعية التي كوَّنها والده بين الطبقة المسحوقة الشيعية، التي كانت ترى في كل من نظام البعث والولايات المتحدة والمنظومة الأرستقراطية الشيعية، بما فيها المرجعية التقليدية، عدوًّا لهم وسببًا لحرمانهم في الحياة الاجتماعية والسياسية.[18]

- إستطاعت إيران وحلفاءها في الدولة العراقية الجديدة ومعهم الولايات المتحدة التي كانت ترحب بدور سياسي لزعيم التيار الصدري من تحجيم دور مقتدى الصدر وربما إقصائه وحمله على التفكير بحلّ جيش المهدي.[17][19][20]

### العلاقة مع أمريكا
بعد الغزو الأمريكي للعراق عام 2003 أصبح الصدر رقما صعبا في المعادلة العراقية بالتفاف غالبية المجتمع الشيعي في وسط وجنوب العراق حوله، ومالبث ان حرك الجماهير نحو تظاهرات سلمية حاشدة لرفض الوجود الأمريكي وسيطرته على البلاد والغاء سلطة الحاكم المدني الذي عينته القيادة الأمريكية وأصبح يؤم صلاة الجمعة في مسجد الكوفة كما كان يفعل والده ومع كل جمعة كان يتصاعد خطاب الصدر نحو أمريكا ووجودها العسكري ومجلس الحكم الذي تم تشكيله باشرافها تمثلت بنهاية المطاف باعلان الصدر تشكيل جيش المهدي خلال أحد خطب الجمعة في يونيو 2003 الأمر الذي مهد للوصول إلى الصدام المسلح في عام 2004 بعد أن أصدر الحاكم الذي عينه الاحتلال على العراق بول بريمر قرارا بإغلاق صحيفة الحوزة التابعة للحوزة الناطقة (وهو الاسم الذي عرف به مقلدي واتباع محمد الصدر قبل تسمية التيار الصدري) وقامت قوات التحالف بفتح النار على محتجين من انصار الصدر في النجف اعترضوا على اغلاق الصحيفة واعتقال أحد مساعدي الصدر في 4 أبريل 2004 وكانت تلك نقطة التحول في الرفض السلمي الصدر لقوات الاحتلال وأدت إلى تصاعد الأحداث الدامية بين أنصار الصدر وجناحه العسكري جيش المهدي وقوات التحالف بقيادة الولايات المتحدة الأمريكية والذي توسع تدريجيا ليصبح صراع دموي في جميع محافظات وسط وجنوب العراق بعد أن اكد الصدر ان المقاومة السلمية لم تعد مجدية وحث انصاره على «ارهاب العدو» كما أصدرت سلطة الائتلاف المؤقتة مذكرة اعتقال بحق مقتدى الصدر واعلنت انه خارج عن القانون ما انتج تصعيد دموي من قبل عناصر جيش المهدي نحو قوات التحالف في بغداد وعدد من المحافظات حيث هاجم مسلحيه دورية من فرقة الفرسان الأولى الأمريكية في مدينة الصدر مما اوقع ثمانية جنود امريكيين قتلى مع اصابة واحد وخمسين وتدمير عدد من الاليات الأمريكية استمر القتال لشهرين وامتد بصورة سريعة إلى معظم محافظات وسط وجنوب العراق كالنجف والكوفة وكربلاء والناصرية والكوت وسيطر جيش المهدي عليها، خلال تلك الفترة أعلن الرئيس الأمريكي جورج بوش ان الصدر عدو رسمي للولايات المتحدة موجها قوات التحالف لاعتقاله أو قتله قائلا لا يمكن أن نسمح لرجل واحد بتغيير مسار البلاد.

#### أحداث النجف
بعد احداث 4 أبريل 2004 ومقتل واصابة عدد من المتظاهرين من انصار الصدر برصاص قوات التحالف في النجف باتت المدينة مسرحاً لمعارك دامية بين القوات الأمريكية وسرايا جيش المهدي وبالتحديد في مقبرة النجف في محاولة من القوات الأمريكية للقبض على الصدر الذي تتهمه الولايات المتحدة في الضلوع باغتيال عالم الدين الشيعي عبد المجيد الخوئي التي نفتها المحكمة الجنائية العليا ومحكمة التمييز العراقي حيث امتدت المواجهات إلى اغلب محافظات وسط وجنوب العراق وسيطر جيش المهدي على مراكزها.

#### أحداث 2007
عام 2007 حدثت اشتباكات دموية بين جيش المهدي التابع لمقتدى الصدر وقوات التحالف المدعومة بقوات الأمن العراقية وقد كان آخر هذه الاشتباكات هي اشتباكات كربلاء في أغسطس 2007 خلال الزيارة الشعبانية التي هي يوم مولد الإمام المهدي حيث أُتهم جيش المهدي باحداث فوضى في المدينة وقتل ما لا يقل عن 52 شخص وقد نفى مقتدى الصدر ضلوع جيشه في هذه الأحداث الا انه أصدر قراراً عقبها بتجميد أنشطة جيش المهدي كافة عتباراً من يوم 29 آب/أغسطس 2007م من أجل إعادة تنظيمه وطرد بعض من اسماهم بالمجرمين الذين اندسو في تشكيلاته ولأفساح المجال للحكومة العراقية من أجل تصفية بعض المتصيدين الذي يدعون الانتماء إلى جيش المهدي من اجل مصالح شخصية وتحمل انصاره الصدر تجاوزات الحكومة على الكثير من انصاره الذين ذاقو من أمر العذاب لاستغلالها أمر التجميد من أجل تصفية الحساب مع انصار التيار الصدري
ثم وفي يوم 22 شباط/فبراير 2008م أمر مقتدى الصدر من أحد مساجد بغداد جيش المهدي بوقف إطلاق النار حتى إشعار آخر حقناً للدماء في ذروة الاتهامات لجيش المهدي بالمسؤولية بالحرب الطائفية.

#### لواء اليوم الموعود
قام الصدر بعد تجميد جيش المهدي عام 2007 بتأسيس قوة تقاوم الاحتلال الأمريكي أسماها لواء اليوم الموعود وقد قام هذا اللواء بعدد من العمليات ضد القوات الأمريكية خلال الأعوام 2009، 2010 و2011.

### مقتل الخوئي
اُتهم مقتدى الصدر بضلوع أتباعه باغتيال عالم الدين الشيعي عبد المجيد الخوئي رئيس مؤسسة الخوئي الخيرية في لندن الذي قتل في 10 أبريل 2003 داخل مرقد الإمام علي في النجف على يد حشد من الناس بعد دخوله برفقة حيدر الكليدار الذي يتهم آنذاك بالتعاون مع استخبارات النظام السابق صدر لاحقا أمر من أحد القضاة باعتقال الصدر الا ان عائلة الخوئي رفضت تلك الدعوة ولم يتم تحريك الأمر لغاية الآن، في اعقاب اغتيال الخوئي قال الناطق باسم الصدر - وقتئذ - قيس الخزعلي أن ما جرى مكيدة مدبرة وقع ضحيتها الخوئي وقال ان عناصر من التيار الصدري تحركوا لتدارك الموقف وانقاذ الخوئي من بين حشود الناس الغاضبين الا انهم لم يستطيعوا ذلك وقد سخر الخزعلي في حينها من اتهام اتباع الصدر بما جرى لقوله ان من اتهموا بالعمل ذاتهم من وقفوا بالضد من الصدر سابقا فكيف أصبحوا من اتباعه

### اتهامات بالإرهاب
يُتهم مقتدى الصدر وقوات ميليشيا جيش المهدي التابعة له بالقيام بجرائم وأعمال عنف وإرهاب في العراق، حيث اتهمتها بذلك عدة جهات بينها تقرير صدر في 2006 من قبل وزارة الدفاع الأمريكية اتهم الميليشيا بأنها «تعتبر الآن المهدِّد الأكبر للإستقرار في العراق».

### العلاقة مع الحوثيين
على خلفية العمليات العسكرية التي بداتها الحكومة اليمنية بمساعدة السعودية ضد جماعة الحوثيين في اليمن عام 2009 أعلن مقتدى الصدر دعمه للحوثيين داعياً المجتمع العربي والإسلامي بالتدخل لحمايتهم وايقاف الانتهاكات التي تمارس ضدهم واتهمه الرئيس اليمني في حينها علي عبد الله صالح بدعم جماعة الحوثيين مؤكداً ان الصدر عرض الوساطة بين السلطات اليمنية وجماعة الحوثي لايقاف القتال ونزيف الدم الا ان تلك الوساطة فشلت في ايقاف القتال بعد رفض الطرفين الاتفاق حول شروط وضعتها الحكومة كان من بينها انسحاب المسلّحين الحوثيين من مواقعهم وإعادة معدّات مدنيّة وعسكريّة والإعلان عن مصير أجانب مختطفين كما لم يخفي الصدر موقفه الداعي إلى ايقاف الحرب ونزف الدماء بعد عمليات عاصفة الحزم التي قادتها السعودية والذي استهدف جماعة الحوثيين في اعقاب سيطرتهم على الحكومة في اليمن عام 2014 واندلاع الحرب الاهلية في اليمن حيث هاجم الصدر التحالف الذي تقوده السعودية واصفاً تلك الحرب بالظالمة والطائفية ودعا عبد ربه منصور هادي إلى التنحي واصفاً اياه ب«عدو ربه» كما طالب السعودية بايقاف الحرب على اليمن وسوريا والبحرين وتوجيهها ضد إسرائيل.

### سرايا السلام
هو تشكيل مسلح قام مقتدى الصدر بتاسيسه اعقاب سقوط الموصل ومحافظات ومدن أخرى في العراق في حزيران 2014 وسيطرة تنظيم داعش عليها وقد تشكلت وفق بيان أصدره الصدر بتاريخ 11 يونيو حزيران 2014 حيث أعلن ان دورها سيكون بالدفاع عن المقدسات وفي بيان لاحق اعقب فتوى الجهاد الكفائي التي اطلقتها المرجعية الدينية في النجف للقتال والتطوع في صفوف القوات الامنية دعا مقتدى الصدر المتطوعين في صفوف سرايا السلام إلى تنظيم استعراض عسكري في جميع المحافظات التي ضمت الوية تابعة لهيكلة السرايا وقد تم الاستعراض بعد أيام قليلة حيث ظهر آلاف من المتطوعين ضمن صفوف سرايا السلام في مختلف المحافظات وهم يستعرضون برفقة اسلحة ثقيلة ومتوسطة وخفيفة تتقدمهم صواريخ وراجمات ومدافع وانخرطت سرايا السلام في القتال ضد داعش في سامراء بعد اسابيع قليلة اعقبه دخولها في جرف الصخر وامرلي والاسحاقي وديالى.

## وصلات خارجية
- مقتدى الصدر على موقع الموسوعة البريطانية (الإنجليزية)
- مقتدى الصدر على موقع مونزينجر (الألمانية)
- مقتدى الصدر على موقع إن إن دي بي (الإنجليزية)